# Leonardo Totè
Leonardo Totè (Negrar, Italia, 8 de julio de 1997) es un jugador de baloncesto profesional italiano. Mide 2,11 metros y juega en la posición de pívot, actualmente pertenece a la plantilla del Napoli Basket de la Lega Basket Serie A italiana. Es internacional con la Selección de baloncesto de Italia.

## Carrera deportiva
Es un pívot formado en las categorías inferiores del Scaligera Basket Verona y luego en el Reyer Venezia. 
En agosto de 2015, fue cedido al Basket Brescia Leonessa de la Serie A2, logrando el ascenso a la Serie A con el club lombardo.
En verano de 2016, llega cedido al Scaligera Basket Verona, volviendo así después de cinco años, al equipo de su ciudad natal, jugando en el grupo de la Serie A2 Este, donde permanece dos temporadas. 
En junio de 2018 volvió a ser cedido al Aurora Basket Jesi de la Serie A2 Este. 
En verano de 2019, firma por Victoria Libertas Pesaro de la Lega Basket Serie A. 
El 8 de junio de 2020, firma un contrato de tres temporadas con Fortitudo Bologna de la Lega Basket Serie A italiana.
En la temporada 2020-21, en las filas del Fortitudo Bologna, promedia 8,6 puntos y 3,8 rebotes en los 19 minutos que jugaría de media.
El 10 de mayo de 2021, el jugador es cedido hasta el final de temporada al Bilbao Basket de la Liga Endesa.

## Internacional
Sería un fijo es las convocatorias de las categorías inferiores de la Selección de baloncesto de Italia, recibiendo la llamada de la absoluta para las ventanas FIBA de la clasificación para el Eurobasket 2022, sin llegar a debutar.